# Synagelides
Synagelides este un gen de păianjen din familia Salticidae.

## Specii[1]
- Synagelides agoriformis
- Synagelides annae
- Synagelides bagmaticus
- Synagelides birmanicus
- Synagelides cavaleriei
- Synagelides darjeelingus
- Synagelides dhaulagiricus
- Synagelides doisuthep
- Synagelides gambosa
- Synagelides gorapanicus
- Synagelides gosainkundicus
- Synagelides himalaicus
- Synagelides jiricus
- Synagelides kosi
- Synagelides kualaensis
- Synagelides lehtineni
- Synagelides longus
- Synagelides lushanensis
- Synagelides martensi
- Synagelides nepalensis
- Synagelides nishikawai
- Synagelides oleksiaki
- Synagelides palpalis
- Synagelides palpaloides
- Synagelides sumatranus
- Synagelides thodungus
- Synagelides tianmu
- Synagelides tukchensis
- Synagelides ullerensis
- Synagelides walesai
- Synagelides wangdicus
- Synagelides wuermlii
- Synagelides wyszynskii
- Synagelides yunnan
- Synagelides zhaoi
- Synagelides zhilcovae